# Venha-Ver
Venha-Ver est une municipalité brésilienne située dans l'État du Rio Grande do Norte.